# العولمة الأولى

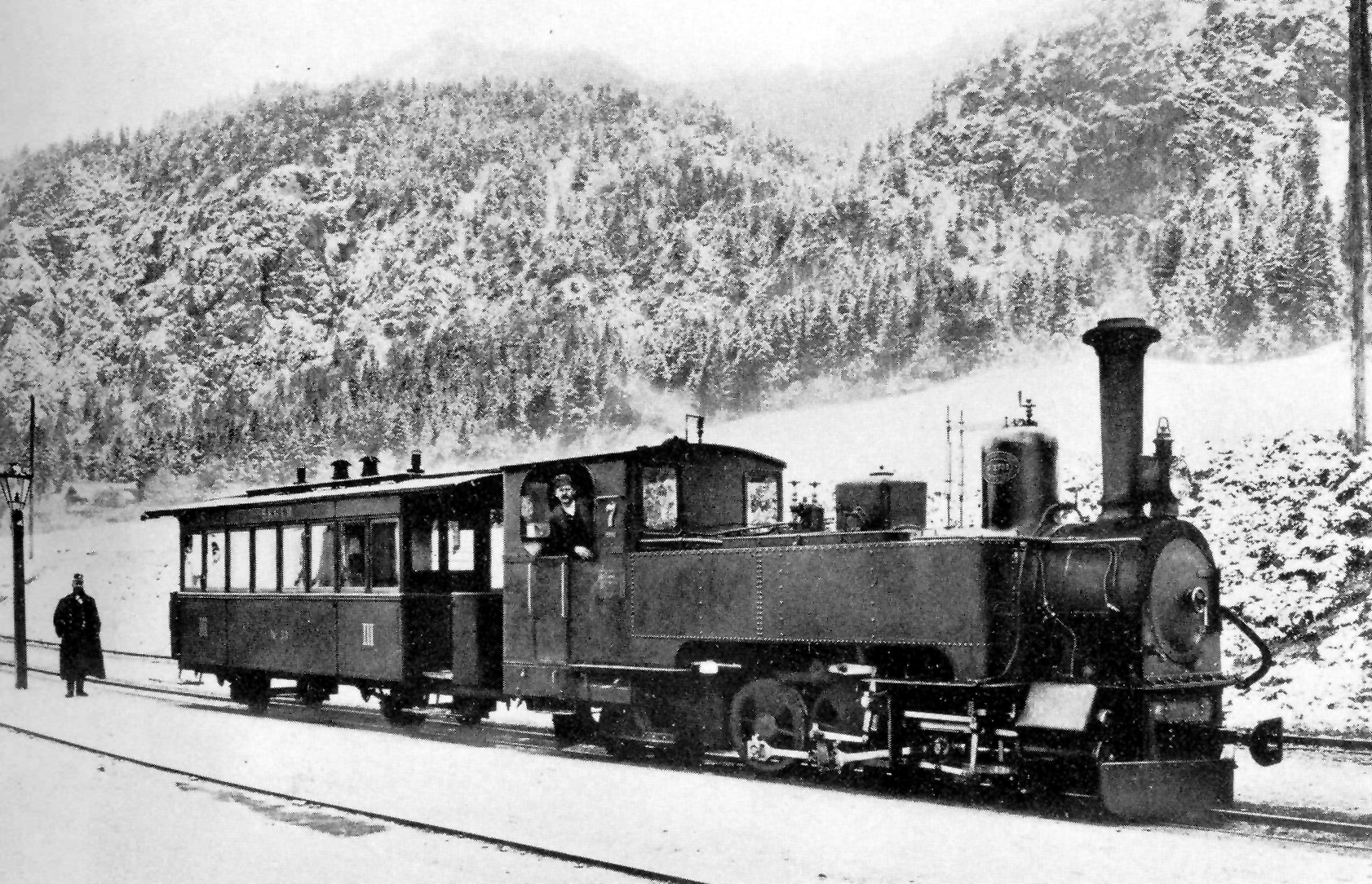
خط سكة حديد ألماني في عام 1895.

يستخدم الاقتصاديون مصطلح «العولمة الأولى» لوصف أول أكبر فترة من عولمة التجارة والتمويل، والتي حدثت بين عامي 1870 و1914. بدأت «العولمة الثانية» في عام 1944 وانتهت في عام 1971. أدى ذلك إلى الحقبة الثالثة من العولمة التي بدأت في عام 1989 وتستمر حتى يومنا هذا.
تمثل الفترة بين عامي 1870 و1914 ذروة العولمة في القرن التاسع عشر. تتسم العولمة الأولى بزيادة عمليات نقل البضائع والأشخاص والمال والعمالة بين القارات وضمنها. من ناحية ثانية، لا تتعلق العولمة فقط بحركة السلع أو عوامل الإنتاج. تشمل العولمة الأولى أيضًا النقل التكنولوجي وظهور التعاون العلمي والثقافي الدولي. كان المعرض العالمي في عام 1876 في فيلاديلفيا أول معرض لا يقام في أوروبا. بدأت الألعاب الأولمبية في عام 1896. مُنحت جوائز نوبل الأولى في عام 1901.
تطورت التجارة الدولية لعدة أسباب. ارتبطت التحسينات التكنولوجية المستمرة واستخدامها المتزايد بانخفاض أسعار الشحن الدولية. خفض تطور السكك الحديدية من تكاليف وسائل النقل، مما أدى إلى الهجرة الكبيرة داخل أوروبا ومن العالم القديم إلى العالم الجديد. جعلت القاعدة الذهبية استقرار التبادل التجاري وزيادة الثقة بالتجارة ممكنين. عزز السلام بين القوى الكبرى إلى جانب انخفاض الحواجز التجارية من التجارة.
تُعرف الفترة بين عامي 1870-1914 بأنها فترة عدم التدخل، وبالتالي فإن السياسات القائمة في الغالب هي سياسات ليبرالية دولية. من ناحية ثانية، تفتقر السياسات التجارية إلى المعاملة بالمثل (التبادلية).
شهدت هذه الفترة أزمات مالية مشابهة لتلك في نهاية القرن العشرين وبداية القرن الواحد والعشرين، وترتبط نهاية العولمة الأولى مع انهيار التجارة الدولية عند بداية الحرب العالمية الأولى.

## تاريخها
تتمحور العولمة حول التقدم الاجتماعي والتكنولوجي، والتي تؤدي بدورها إلى تطور التجارة والنسبية الثقافية في أنحاء العالم. يدعي بعض الاقتصاديين أن العولمة بدأت من خلال اكتشاف كريستوف كولومبوس للأمريكيتين (القارة الأمريكية). يعتبر هذا الافتراض باطلًا نظرًا للاكتشاف الكبير للذهب والفضة في المناجم. أدى ذلك إلى زيادة قيمة الذهب والفضة في أوروبا، مسببًا تضخمًا في الإمبراطوريات الإسبانية والبرتغالية. من ناحية ثانية، أعطى اكتشاف الأمريكيتين والسكان الأصليين التجار الأوروبيين مصدرًا جديدًا للعمال بين القارات، وهو الأمر الذي زاد من التجارة. لم تعتبر هذه المرحلة رسميًا «المرحلة الأولى للعولمة» لأن أرقام التجارة العالمية لم تكن تزداد بشكل تصاعدي. ازدادت التجارة العالمية بنسبة 1% سنويًا منذ عام 1500 حتى عام 1800، مما أدى كذلك إلى بدء العولمة الأولى.
بدأت التجارة العالمية مع بداية القرن الثامن عشر تزداد بشكل متسارع بسبب الإنجازات التكنولوجية. كان أول تقدم ساهم في هذا التطور التكنولوجي هو محرك الباخرة الذي طُرح في القرن السابع عشر. أدى ذلك إلى تطور كبير في التجارة العالمية بين القوى الاقتصادية في العالم.
كان لاختراع الباخرة أثر كبير على الموجة الأولى للعولمة. كانت طرق التجارة قبل اختراعها تعتمد على أنماط حركة الرياح، لكن البواخر خفضت من زمن وتكلفة الشحن. بحلول عام 1850، كان نحو 129 دولة تستخدم البواخر للتجارة، وجرت أكثر من 5000 عملية استيراد وتصدير إلى 5000 مدينة، وكان لذلك بالتالي أثر كبير على الاقتصاد العالمي.

## التجارة
يمكن شرح التكامل الذي تحقق خلال فترة العولمة الأولى من خلال عدة طرق. يعد حجم التدفقات الدولية، ونسبة تجارة السلع إلى الناتج المحلي الإجمالي وتكلفة نقل السلع أو عوامل الإنتاج عبر الحدود من المقاييس القليلة التي تساعدنا على توضيح زيادة الاتجاه التجاري بين عامي 1870 و1914. يتوضح المقياس الثالث من خلال الثغرات في الأسعار الدولية على سبيل المثال انخفضت الثغرة في سعر القمح بين ليفربول وشيكاغو من 57.6% إلى 15.6% وانخفضت الثغرة في سعر لخنزير المقدد بين لندن وسينسيناتي من 92.5% حتى 17.9%.
ساهمت عدة عوامل في نمو التجارة العالمية. بعض هذه العوامل انخفاض كلفة النقل، تقليل الحواجز التجارية والانتقال إلى التجارة الحرة في عدة بلدان. كانت أوروبا مُصدرًا صافيًا للمصنوعات ومستوردًا صافيًا للمنتجات الأولية. استبدل العالم الجديد الطعام والمواد الخامة بالسلع الأوروبية المصنعة. عاد الأمر بالفائدة على العمال الأوروبيين لأنه في فترة كان ما يزال يُنفق فيها جزء كبير من الدخل على الطعام فإن المواصلات الأرخص تعني طعامًا أرخص وبالتالي أجورًا فعلية أعلى. من ناحية ثانية، لم يكن ذلك مفيدًا جدًا للمزارعين. الدول التي استمرت بالتجارة الزراعية الحرة فقط، كالمملكة المتحدة، هي التي كانت أقل عرضة لانخفاض الإيجارات والأسعار التي نتجت عن العولمة. كانت التجارة بين الاقتصادات الصناعية هي الشكل السائد للتجارة قبل عام 1914.

### رأس المال
كان تكامل سوق رأس المال خلال هذه الفترة مثيرًا للإعجاب. بحلول عام 1914، شكلت الموجودات الأجنبية نحو 20% من الناتج المحلي الإجمالي العالمي. وهو رقم لم يُقاس مجددًا حتى سبعينيات القرن العشرين. كانت أوروبا القوة المحركة الرئيسية. في عام 1914، كان أكثر من 87% من إجمالي الاستثمار الأجنبي يعود إلى البلدان الأوروبية. في الحين الذي ساعدت فيه السياسات والمؤسسات الاقتصادية في إنهاء تكامل رأس المال الدولي، فقد أدى عدم وجود صراع عسكري بين الدول المُقرضة الرئيسية وانخفاض مخاطر أسعار الصرف والمعاملات بسبب القاعدة الذهبية إلى نهاية هذا الاتجاه.
أصبح الاستثمار في الاقتصادات المعتمدة على المصادر الطبيعية القابلة للاستغلال بدلًا من الاقتصادات المعتمدة على العمالة الرخيصة. لم يكن الهدف تدويل الإنتاج، إنما كان تسهيل الوصول إلى المواد الخام التي لم تكن أوروبا قادرة على إنتاجها بكميات كبيرة. لذلك كان يتم التركيز بشكل كبير على الاستثمار الدولي. ركز الاستثمار على بناء السكك الحديدية، وتحسين الأراضي والإسكان والمشاريع الاجتماعية الأخرى التي جعلت الأمر أفضل بالنسبة للعمال وأكثر فائدةً للمستهلكين الأوروبيين.

### الهجرة
كانت الهجرة جزءًا كبيرًا من العولمة الأولى. كانت معدلات الهجرة هائلة في دول أوروبية مثل إيطاليا واليونان وإيرلندا. لم تكن هذه الهجرات عابرة للمحيطات فقط، ولكن ضمن أوروبا أيضًا. كانت حقيقة أن العمال الأمريكيين والأستراليين كانوا يكسبون أجورًا أعلى من نظرائهم الأوروبيين هي السبب الرئيسي للهجرة الجماعية، وذلك إلى جانب تكاليف السفر المنخفضة والسياسات الليبرالية التي جعلت الهجرة الجماعية أمرًا لا مفر منه. من ناحية ثانية، كان للهجرة التأثير الأكبر على المستوى المعيشي للعمال الأوروبيين خلال العولمة الأولى. أدى تخفيض عروض اليد العاملة إلى رفع الأجور الفعلية. من ناحية أخرى، سببت الهجرة أذى لنظرائهم ما وراء البحار. أدى ذلك إلى تشديد القيود على الهجرة في البلدان التي تشكل الوجهة الرئيسية لها.

### التكنولوجيا
انتشرت التكنولوجيا في أوروبا والعالم الأطلسي، لفترة طويلة وبشكل حر نسبيًا في أواخر القرن التاسع عشر، وذلك على الرغم من القوانين التي تمنع هجرة العمال الخبيرين وصادرات الآلات. ساعد خفض تكاليف الاتصالات والنقل في انتشار الأفكار والسلع الجديدة والآلات. دعم تأسيس منظمات تقنية وعلمية دولية نشر التكنولوجيا أيضًا. من ناحية ثانية، كان يعتبر العلم واحدًا من الأسلحة في الصراع بين الدول الأوروبية. في الصراع بين فرنسا وألمانيا، كان كل منهما يأمل في توثيق روابطه مع الدول الحليفة والدول المحايدة، خاصة الولايات المتحدة. أدت السياسات التقييدية اللاحقة، الهادفة إلى الاستعاضة عن الاستيراد، إلى قيام الشركات بالإنتاج في دول خارجية وتحويل أنفسهم بذلك إلى شركات عالمية.